# 安昌林
安昌林（：／ An Chang-rim，日语：／ An Shōrin；1994年3月2日—），在日韓國人僑胞三世，前韓國柔道國家代表隊男子73公斤級運動員。2016年7月73公斤級以下世界排名第一的選手。
安昌林出生於京都市，原為日本公民，在2014年2月決定移籍韓國，希望能穿上繡有韓國國旗的道服替祖國征戰。同年11月參加國家代表隊選拔，成功獲得資格後，國籍維持至今。
移籍韓國前曾為日本筑波大學柔道部所屬成員並獲得全日學生選手錦標賽冠軍，後轉學至韓國龍仁大學，已於2016年畢業。
2021年，參加2020年夏季奧林匹克運動會，最終拿下男子73公斤級銅牌。同年，宣布退役。目前熱衷於混合健身。

## 獎項[1]
- 2015年
  - 世界大學運動會柔道比賽73公斤級金牌及團體賽─金牌
  - 亞洲錦標賽柔道比賽73公斤級─金牌
  - 世界柔道錦標賽73公斤級─銅牌
  - 東京柔道大滿貫賽男子73公斤級─銀牌
  - 濟州柔道錦標賽73公斤級─金牌
  - 阿布達比大滿貫賽73公斤級─金牌
  - 第96回全國體育大會大學部73公斤級一位
  - 哈薩克世界柔道錦標賽73公斤級─銅牌
  - 第28屆光州世界大學運動會柔道男子團體賽─銀牌
  - 第28屆光州世界大學運動會柔道男子73公斤級─金牌
  - 亞洲柔道錦標賽男子73公斤級─金牌
  - 杜塞道夫柔道錦標賽73公斤級─銅牌

- 2016年
  - 杜塞道夫柔道錦標賽73公斤級─銅牌
  - 巴黎大滿貫賽男子73公斤級─金牌

- 2018年
  - 亞塞拜然世界柔道錦標賽男女混合團體賽─銅牌
  - 亞塞拜然世界柔道錦標賽男子73公斤級─金牌
  - 第18屆亞洲運動會柔道男女混合團體賽
  - 第18屆亞洲運動會柔道男子73公斤級─銀牌

- 2021年
  - 2020東京奧運會柔道男子73公斤級─銅牌[3]

## 外部連結
1. 官方网站（英文）
2. 安昌林的Instagram帳戶